# All the Roadrunning

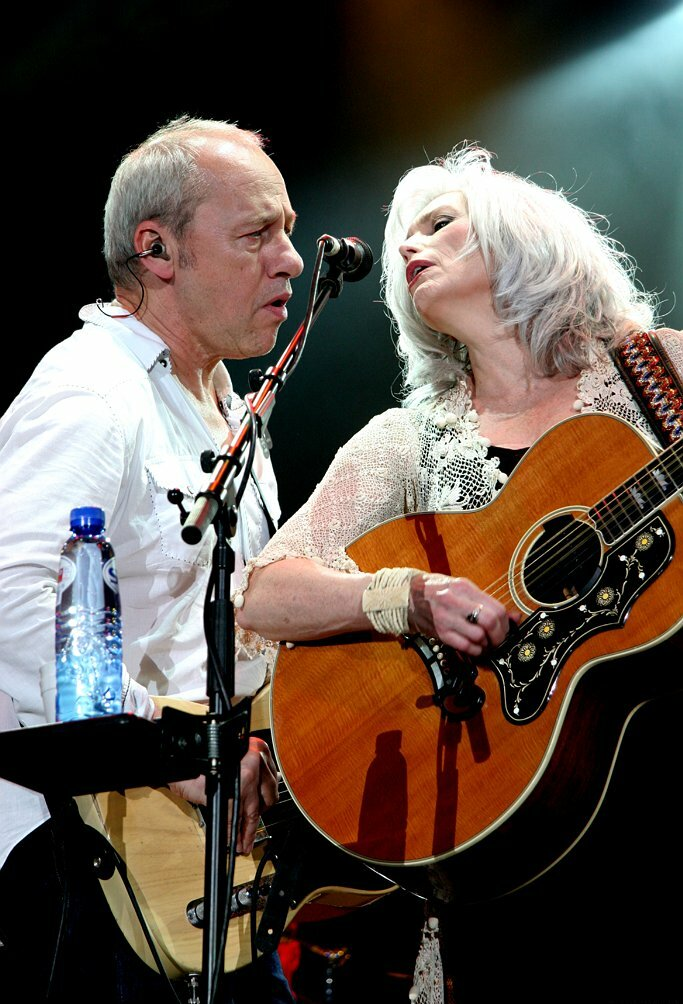
Mark Knopfler y Emmylou Harris

All the Roadrunning es un álbum de estudio del músico británico Mark Knopfler y la cantante estadounidense Emmylou Harris, publicado por la compañía discográfica Mercury Records en noviembre de 2006. El álbum, resultado de una larga colaboración entre ambos artistas durante el curso de siete años, obtuvo buenas reseñas de la prensa musical y alcanzó el primer puesto en las listas de discos más vendidos de países como Dinamarca, Noruega y Suiza. También llegó al puesto ocho en el Reino Unido y al diecisiete en la lista estadounidense Billboard 200. Un álbum en directo, Real Live Roadrunning, fue publicado después de la gira de promoción del disco.

## Trasfondo
Mark Knopfler  y Emmylou Harris habían realizado colaboraciones previas con otros artistas. Además de su más de veintena de discos y de tres álbumes colaborativos con Dolly Parton y Linda Ronstadt, Harris había participado como corista en grabaciones de una larga lista de músicos, incluyendo The Band, Garth Brooks, Johnny Cash, John Denver, Bob Dylan, George Jones, Lyle Lovett, Bill Monroe, Roy Orbison, Gram Parsons, Tammy Wynette y Neil Young. Knopfler, por otra parte, también había estado involucrado en proyectos de colaboración, grabando dúos con Chet Atkins, George Jones, Van Morrison y James Taylor, produciendo discos de Willy DeVille, Bob Dylan, Bap Kennedy y Randy Newman, tocando la guitarra en grabaciones de artistas como Clint Black, The Chieftains, Eric Clapton, Phil Everly, Waylon Jennings, B.B. King, Kris Kristofferson, Sonny Landreth, Kate & Anna McGarrigle, Cliff Richard, Sting, Tina Turner, Steely Dan y Jimmy Webb. Además, ambos sentían admiración por la música country y por uno de los guitarristas más influyentes del género, Chet Atkins. En 1990, Atkins y Knopfler grabaron un álbum juntos, Neck and Neck, pero su amistad fue más allá de dicha colaboración. Knopfler y Harris se encontarron por primera vez durante un especial televisivo de Atkins en 1987. Ambos estuvieron en contacto, y diez años más tarde en Nashville, Mark tocó varias canciones a Harris, donde surgió la idea de grabar juntos.

## Grabación
All the Roadrunning fue grabado esporádicamente en el curso de siete años. Dos de las canciones, "Red Staggerwing" y "Donkey Town", fueron originalmente planeadas para incluirse en el álbum de Knopfler Sailing to Philadelphia. El Día de Acción de Gracias de 1998, durante una sesión de grabación en Nashville, Knopfler y Harris trabajaron en ambos temas, con Harris añadiendo coros a las grabaciones previas. La sesión suscitó la idea de un proyecto colaborativo entre ambos. Harris comentó años después: "Cuando combinas dos únicas voces creas una tercera voz fantasmal... Me encanta la tercera voz que Mark y yo creamos. Nos dimos cuenta enseguida de que nuestras voces se mezclaban sin bastante esfuerzo". Otras sesiones de grabación tuvieron lugar en 2002 y 2004, con la pareja grabando canciones desde el principio, con el apoyo de algunos músicos de sesión de Nashville. El álbum fue interrumpido por sus respectivos proyectos en solitario —Stumble into Grace de Harris fue publicado en 2003 y Shangri-La de Knopfler un año después— y por sus respectivas giras.

## Lista de canciones
Todas las canciones escritas y compuestas por Mark Knopfler excepto donde se anota. 
| N.º | Título                                               | Duración |  |
| 1.  | «Beachcombing»                                       | 4:14     |  |
| 2.  | «I Dug Up a Diamond»                                 | 3:38     |  |
| 3.  | «This Is Us»                                         | 4:39     |  |
| 4.  | «Red Staggerwing»                                    | 3:03     |  |
| 5.  | «Rollin' On»                                         | 4:14     |  |
| 6.  | «Love and Happiness» (Emmylou Harris, Kimmie Rhodes) | 4:22     |  |
| 7.  | «Right Now»                                          | 3:33     |  |
| 8.  | «Donkey Town»                                        | 5:42     |  |
| 9.  | «Belle Starr» (Emmylou Harris)                       | 3:06     |  |
| 10. | «Beyond My Wildest Dreams»                           | 4:25     |  |
| 11. | «All the Roadrunning»                                | 4:49     |  |
| 12. | «If This Is Goodbye»                                 | 4:44     |  |

## Personal
| Músicos - Mark Knopfler: voz y guitarra - Emmylou Harris: voz y guitarra acústica - Richard Bennett: guitarras - Jim Cox: teclados - Guy Fletcher: teclados - Dan Dugmore: guitarra acústica (6,12), pedal steel guitar (5,10), bajo (9) - Paul Franklin: pedal steel guitar (3) - Glen Duncan: violín (4), mandolin - Steve Conn: acordeón (4) - Billy Ware: triángulo (4) - Glenn Worf: bajo - Chad Cromwell: batería - Danny Cummings: batería - Jim Horn and The Memphis Horns: sección de vientos (12) | Equipo técnico - Mark Knopfler: productor - Chuck Ainlay: productor, ingeniero de sonido y mezclas - Guy Fletcher: ingeniero de grabación - Mark Kapps: ingeniero de grabación - John Saylor: ingeniero asistente - Mark Ralston: ingeniero asistente - Rupert Coulson: asistente de mezclas - Graham Meek: asistente técnico - Maria Verel: maquillaje y peluquería de Harris - Fabio Iovino: fotografía |

## Posición en listas
| País              | Lista                   | Posición |
| ----------------- | ----------------------- | -------- |
| Alemania          | Media Control Chart     | 3        |
| Australia         | ARIA Albums Chart       | 41       |
| Austria           | Ö3 Austria Top 40       | 8        |
| Bélgica (Flandes) | Ultratop 200 Albums     | 5        |
| Dinamarca         | Denmark Albums Chart    | 1        |
| Estados Unidos    | Billboard 200           | 17       |
| España            | Promusicae Albums Chart | 9        |
| Finlandia         | Finnish Albums Chart    | 22       |
| Francia           | SNEP Albums Chart       | 17       |
| Italia            | Italian Albums Chart    | 3        |
| Noruega           | VG-lista Top 40 Albums  | 1        |
| Países Bajos      | Mega Albums Chart       | 3        |
| Polonia           | Poland Albums Chart     | 19       |
| Reino Unido       | UK Albums Chart         | 8        |
| Suecia            | Sweden Albums Chart     | 2        |
| Suiza             | Hit Parade Top 100      | 1        |